# قانون دستور کار
قانون دستور کار (به آلمانی: Arbeitsordnungsgesetz - به طور رسمی Gesetz zur Ordnung der nationalen Arbeit) در ۲۰ ژانویه ۱۹۳۴ پایه روابط کار در آلمان نازی بود. این قانون، ساختار بنگاه‌ها را تنظیم کرد و اصل رهبری (Führerprinzip) را در اقتصاد پیاده کرد.

## محتوا
پس از اینکه اتحادیه‌های کارگری غیر مرتبط با حزب نازی در اول ماه مه ۱۹۳۳ ممنوع شد، دولت تحت کنترل نازی‌ها برای تسهیل شرایط کاری و بهبود روابط صنعتی تحت فشار قرار گرفت. این کار ابتدا با ایجاد موقعیت یک متولی کار، که وظیفه تعیین حداقل دستمزد و غلبه بر تنش طبقاتی در مشاغل و شرکت‌ها را بر عهده داشت، انجام شد. با قانون دستور کار، مالکان و مدیران به «رهبران کارخانه» تبدیل شدند و نه تنها مسئول عملکرد موفقیت‌آمیز کسب‌ و کارها و شرکت‌ها، بلکه برای رفاه «پیروان» خود (یعنی کارمندان)، بنابراین «جامعه کارخانه‌ها» شدند. یعنی این قانون، مفهوم جامعه ملی را در واحدهای تجاری فردی تکرار کرد. این قانون همچنین تشکیل شوراهای اعتماد در مشاغل و شرکت‌هایی با بیش از ۲۰ کارمند را الزامی کرد که توسط "رهبر کارخانه" رهبری شود، در حالی که سایر اعضا از لیستی که توسط «رهبر کارخانه» و کارگران آلمانی تنظیم شده بود، انتخاب می‌شدند.
موقعیت متولی کار بیشتر گسترش یافت، زیرا قانون به آنها این اختیار را می‌داد که مستقیماً در امور مشاغل و شرکت‌های فردی مداخله کنند. دادگاه افتخاری زیر نظر هر متولی تشکیل می‌شد که این اختیار را داشت تا در صورت تخلف جدی یا نقض اعتماد، از مدیران کارخانه تسکین دهد.
طبق قانون، رهبران کارخانه از اختیارات مطلق برخوردار بودند و کارمندان باید بدون سؤال تسلیم می‌شدند. این به طور قابل توجهی توانایی و شانس شکایت را محدود کرد و حق مشارکت کارگران در تصمیم‌گیری را از بین برد.
این قانون توسط آدولف هیتلر (صدر اعظم رایش)، فرانتس سلدته (وزیر کار رایش)، دکتر کرت اشمیت (وزیر اقتصاد رایش)، دکتر فرانتس گورتنر (وزیر دادگستری رایش)، یوهان لودویگ گراف شورین فون کروسیگ (وزیر رایش) امضا شد.
پس از پایان جنگ جهانی دوم، قانون دستور کار توسط قانون شورای کنترل (Kontrollratsgesetz) شماره ۴۰ در ۳۰ نوامبر ۱۹۴۶ لغو شد.